# Mimasura clara
Mimasura clara är en fjärilsart som beskrevs av Holland 1893. Mimasura clara ingår i släktet Mimasura och familjen nattflyn. Inga underarter finns listade i Catalogue of Life.